# Алгофобия
Алгофо́бия (от др.-греч. ἄλγος — боль, φόβος — страх, боязнь) — одна из специфических фобий, навязчивый страх боли. Причиной её возникновения может стать пережитая ранее сильная боль.

## Диагностика
Как и другие фобии, алгофобия — это расстройство, связанное с состоянием иррациональной тревоги. Диагностика алгофобии часто усложняется относительно слабыми симптомами. Часто её симптомы списывают на нарушение сна или принимают за депрессию.